# Muerte y funeral de Pelé
Edson Arantes do Nascimento, más conocido como Pelé, fue un futbolista brasileño que jugó como delantero. Apodado O Rei, está reconocido por muchos especialistas, exfutbolistas y aficionados como uno de los mejores futbolistas y deportistas de todos los tiempos, siendo descrito por la FIFA como «el más grande de todos». En 1999 el Comité Olímpico Internacional lo distinguió como el «mejor deportista del siglo xx» y le otorgó la Orden Olímpica en 2016. En el 2000 fue elegido como el «mejor futbolista oficial del siglo xx» con el 73 % en una votación realizada por la Comisión de Fútbol de la FIFA y los suscriptores de la Revista FIFA. por la Federación Internacional de Historia y Estadística de Fútbol, así como en una encuesta respondida por los ganadores del Balón de Oro.

## Antecedentes
Si bien su condición atlética le permitían desempeñarse con amplitud en el campo de juego, en 1977, los medios brasileños informaron que a Pelé le extirparon el riñón derecho. En noviembre de 2012, Pelé se sometió con éxito a una operación de cadera. En diciembre de 2017, Pelé apareció en silla de ruedas en el sorteo de la Copa del Mundo de 2018 en Moscú, donde fue fotografiado con el presidente ruso Vladímir Putin y Diego Maradona. Un mes después, colapsó por agotamiento y fue llevado al hospital. En 2019, luego de una hospitalización a causa de una infección de vías urinarias, Pelé fue intervenido quirúrgicamente para extirpar cálculos renales. En febrero de 2020, su hijo Edinho informó que Pelé no podía caminar de forma independiente y se negaba a salir de casa, y atribuyó su condición a la falta de rehabilitación luego de su operación de cadera.
En septiembre de 2021 fue diagnosticado de cáncer de colon. En diciembre de 2022 Pelé se contagió de COVID-19 y su salud se agravó; sin embargo, el exjugador mandó un mensaje en redes sociales: "Estoy fuerte, con mucha esperanza y sigo mi tratamiento como siempre. Quiero agradecer a todo el equipo médico y de enfermería por todos los cuidados que he recibido".
A finales de diciembre, los médicos reportaron una "progresión" del cáncer de colon, además de cuidados para disfunciones renales, sin embargo, se encontraba en cuarto común.

## Muerte  y Funeral

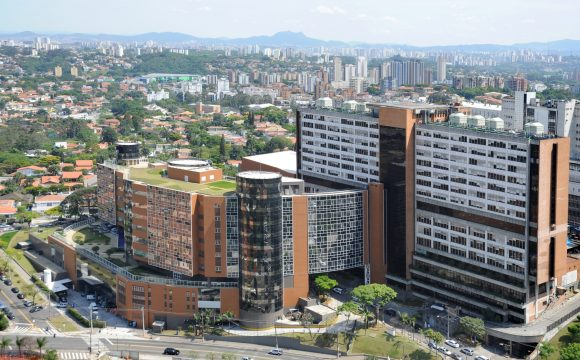
El Hospital Albert Einstein en Sao Paulo, lugar donde fue atendido el astro del fútbol brasileño, hasta su muerte

A las 15:27 del día 29 de diciembre del 2022, hora local, los médicos confirmaron el fallecimiento de la leyenda Pelé en el Hospital Israelita Albert Einstein, São Paulo, Brasil a los 82 años, tras una larga lucha contra un cáncer de colon.
Tras ello, el club Santos FC, comenzó los preparativos para su funeral previsto para el lunes 2 de enero del 2023, el cual se espera que estén la mayoría de luminarias del pasado, presente y futuro no solo del fútbol, sino de otras disciplinas y figuras políticas no solo de Brasil, sino del mundo.

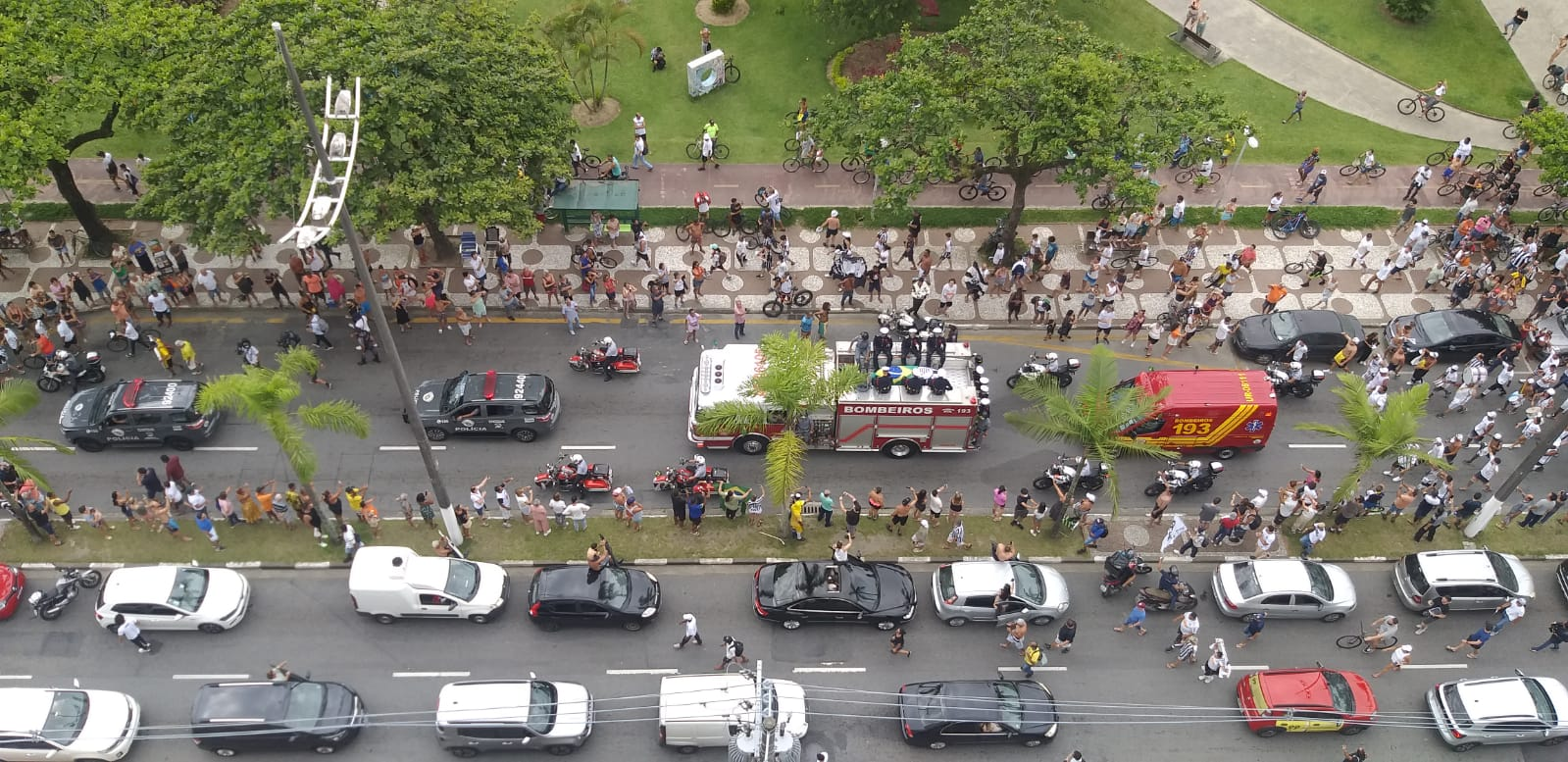
El cortejo fúnebre, que estaba llevando los restos de la máxima figura del fútbol mundial hacia la última morada

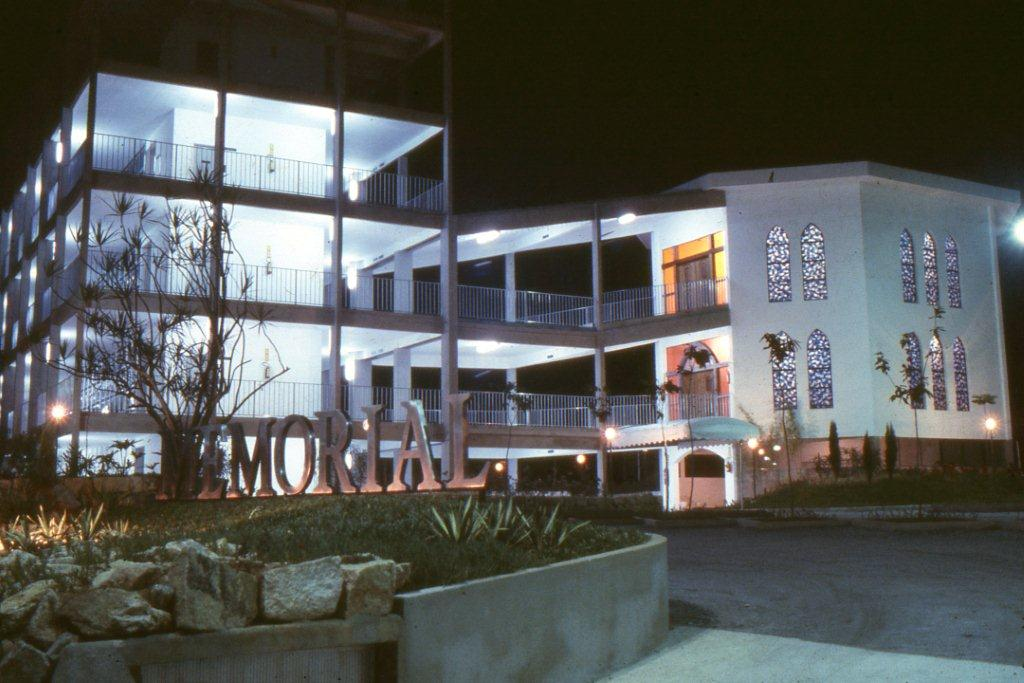
El cementerio Memorial Necrópole Ecuménica, lugar donde descansan los restos del ex-astro brasileño

Su entierro se llevó a cabo el 3 de enero del 2023, después de una procesión con sus restos, acompañado de sus fanáticos e hinchas del club de toda su vida donde descansan sus restos en el cementerio Memorial Necrópolis Ecuménica de su ciudad natal, entre ellos, estaba el entonces presidente electo Luiz Inacio da Silva.

## Reacciones
Numerosas reacciones internacionales surgieron al conocer la muerte del ex-astro de futbol brasileño:

### Nacionales
El presidente entrante de Brasil, Luiz Inacio Lula da Silva, también manifestó su pesar sobre la muerte del astro brasileño, diciendo:

"Tuve el privilegio que no tuvieron los jóvenes brasileños: vi jugar a Pelé, en vivo, en Pacaembu y Morumbi"

, también el expresidente de Brasil Jair Bolsonaro, decreto 3 días de duelo nacional por el fallecimiento de la máxima figura del fútbol brasileño. La ciudad natal del jugador, Três Corações (MG), declaró luto oficial de siete días; Rodrigo Garcia, gobernador de São Paulo, también declaró siete días de luto en el estado.
La expresidenta de Brasil Dilma Rousseff publicó una foto junto a Pelé y escribió: "¡Gracias, Pelé! Gracias por las sonrisas que diste. Por las lágrimas de emoción. Por los gritos de gol. Gracias por la alegría que le diste al brasileño". pueblos y pueblos del mundo. Nadie fue un rey tan amado. Transmito a los brasileños y brasileñas y a sus familias mi inmenso pesar".  El exgobernador del estado de São Paulo Márcio França publicó una foto junto a Pelé y escribió: "Brillaba con el número 10 del Santos y de la selección. Tuve la suerte de animarlo con las dos camisetas. Edson, hombre de ¡Tres corazones se han ido, Pelé es eterno!". El exgobernador de São Paulo, Geraldo Alckmin, publicó una foto junto a Pelé y escribió: "Pelé representó no solo la genialidad en la práctica del fútbol, sino también la realización del sueño de un joven brasileño que dejó su nombre y el de su país en el historia". El presidente de la Cámara de Diputados, Arthur Lira, publicó una foto junto a Pelé y escribió: "Al solidarizarme con la familia, transmito, en nombre de la Cámara de Diputados, un homenaje a este símbolo que honró y dignificó a Brasil y a su pueblo". . El rey del fútbol para todo el mundo. El hombre Pelé nos deja. El eterno Pelé vivirá para siempre".
El senador electo Sergio Moro publicó en su cuenta de Twitter una foto junto a Pelé y escribió: "Ha pasado un tiempo, pero el día que conocí al Rey del Fútbol fue inolvidable. Recuerdo su paciencia para atender, incluso con problemas de salud, una enorme cola". de niños para fotos y autógrafos. Viva Pelé Eterno, el mejor de todos los tiempos". El político Rodrigo Maia publicó una foto junto a Pelé y escribió: "La pasión por la selección brasileña en tantos lugares del mundo se debe a él, que es y será siempre una referencia para nuestro país. Mi profunda solidaridad con la familia". y amigos". El político Gilberto Kassab publicó una foto junto a Pelé y escribió: "Estoy muy triste, como todo Brasil, con la partida de Pelé. Un rey unánime, aclamado por el mundo, que llevó el fútbol, y Brasil, a las cuatro esquinas". del mundo. planeta. Máximo genio en el campo, por encima de todos los demás". El alcalde de São Paulo, Ricardo Nunes, publicó una foto junto a Pelé y escribió: "En este momento de despedida, expreso mi solidaridad con la familia, los amigos y los millones de fanáticos, incluido yo mismo. Pelé siempre será el mejor jugador de la historia". Orgulloso de los brasileños, el genio del balón deja un gran legado que será eterna inspiración para muchas generaciones de atletas".
El gobernador de Bahía Rui Costa publicó una foto junto a Pelé y escribió: "Día triste para todos los brasileños con la noticia de la muerte del mayor atleta de la historia. Ícono, ídolo de tantas generaciones que tanto nos enorgullecía vistiendo los colores verde y amarillos todos los rincones del planeta. ¡Pelé, eterno!”. La presidenta del Partido de los Trabajadores, Gleisi Hoffmann, publicó una foto junto a Pelé y escribió: "El futbolista más magistral que el mundo ha visto sobre los céspedes y que levantó el nombre de Brasil por donde iba". El político Rodrigo Pacheco publicó una foto junto a Pelé y escribió: "Estoy muy triste, como todo Brasil, con la partida de Pelé. Un rey unánime, aclamado por el mundo, que llevó el fútbol, y Brasil, a las cuatro esquinas". del planeta mundial. Máxima genialidad en el campo, por encima de todos".
Durante el velorio, Eduardo Paes, alcalde de Río de Janeiro, anunció en su Twitter que la Avenida Radial Oeste llevaría el nombre de Avenida Pelé.

### Internacionales
- Estados Unidos: El expresidente de los Estados Unidos Barack Obama, lamentó la muerte del máximo exponente del futbol mundial, citando en su cuenta de Twitter:

"Pelé fue uno de los mejores que jamás haya jugado. Y como uno de los atletas más reconocidos del mundo, entendió el poder de unir a las personas. Nuestros pensamientos están con su familia y todos los que lo amaban y admiraban."

- Francia: El presidente francés Emmanuel Macron se expreso en su cuenta de Twitter, diciendo que era "El Juego, El Rey, la Eternidad".[20]
- Italia: La primera ministra de Italia, Giorgia Meloni, publicó una foto junto a Pelé y escribió:

"Gracias a su talento y su clase, logró dejar su huella incluso en generaciones que no tuvieron la suerte de verlo jugar. Hoy todo el mundo llora un leyenda llamada Pelé"

- Colombia : El presidente de Colombia, Gustavo Petro, publicó una foto junto a Pelé y escribió:

"De niño veía a Pelé en el mundial de fútbol en una pantalla en blanco y negro. Mi padre me decía que era el mejor futbolista del mundo". Hoy creo que mi padre tenía razón. Un mensaje de solidaridad para su familia y para todos los brasileños que lo querían tanto".

- México El presidente mexicano, Andrés Manuel López Obrador, publicó una foto con Pelé y escribió: "Que en paz descanse Pelé, el gran jugador y humilde maestro que sin duda influenció a los jugadores".
- Venezuela El presidente venezolano, Nicolás Maduro, publicó una foto con Pelé y escribió:

"Hoy #29Dic, parte a la eternidad uno de los mejores futbolistas de la historia, Edson Arantes do Nascimento, el gran Pele. Desde Venezuela expresamos nuestras condolencias a sus familiares, amigos y a la gran fanaticada que lo recordará por siempre. ¡Viva Pelé!".

- El FC Barcelona, el Real Madrid, LaLiga, figuras presentes del fútbol como los astros del fútbol Leo Messi, Neymar, Iker Casillas, Cristiano Ronaldo se han pronunciado por su fallecimiento[22][23]
- La FIFA, CBF y CONMEBOL, se expresaron también por el fallecimiento del ex-astro del fútbol mundial.[24]

### Del mundo del Espectáculo
- Artistas como el rapero Mano Brown publicó una foto junto a Pelé y escribió:

“Tengo en mi memoria lejana, una camiseta 10 de la selección que siempre usé, en el año 1974 y el gol de Pelé grita por todos lados! No teníamos televisión, ¡tengo en mi archivo las pocas cosas que recuerdo cuando tenía 4 años! Crecí en Santos sin apoyo, recuerdo al negrito vestido todo de blanco, era familiar en los patios donde yo vivía antes de ir al internado, allí cada uno tenía su equipo, el mío era este, ¡de por vida! ¡Eterno súbdito del Rey Pelé! Rey para siempre".

- La cantante Anitta publicó una foto junto a Pelé y escribió: “Descanse en paz Rey Pelé”.[21]
- El cantante Caetano Veloso publicó una foto junto a Pelé y escribió: “día triste para Brasil”. “Pelé nos dejó hoy. En su libro escribió sobre la canción “Love Love Love”, que hice inspirada en sus palabras”.[21]
- El actor Will Smith publicó una foto junto a Pelé y escribió: “Descanse en paz Rey Pelé”.[21]
- El actor estadounidense Sylvester Stallone publicó una foto junto a Pelé y escribió: ¡PELÉ EL GRANDE! ¡Descanse en paz! Este era un buen hombre”.[21]
- Mauricio de Souza publicó una foto junto a Pelé y escribió: “¡Pelé, nuestro Pelé! Cada vez que un niño juegue con una pelota nos acordaremos de él. El amigo, el gran atleta, la personalidad brasileña que amamos está vivo en nuestros corazones”[21]
- El actor y comediante Fabio Porchat publicó una foto junto a Pelé y escribió: “¡Pelé, eterno! Hago mías las palabras de @lapena”.[21]
- El cantante Djavan publicó una foto junto a Pelé y escribió: “todo hincha de fútbol también es hincha de Pelé”.[21]
- El locutor Galvão Bueno publicó una foto junto a Pelé y escribió: “¡¡Se fue mi amigo Édson!! Pelé no!! Pelé es eterno!!” [21]
- El rapero Emicida publicó una foto junto a Pelé y escribió: Descanse en paz Rey Pelé”.[21]

En las redes sociales, su hija Kely Nascimento publicó: "Todo lo que somos es gracias a ti. Te amamos infinitamente. Descansa en paz". La Organización de las Naciones Unidas para la Educación, la Ciencia y la Cultura (UNESCO) también rindió homenaje: "Lamentamos profundamente el fallecimiento de Pelé. Extendemos nuestras condolencias al pueblo brasileño ya la familia del fútbol".
La FIFA le dedicó la página principal de la entidad en internet e hizo un extenso texto, un extracto: "Lo llamaban 'El Rey', y su rostro es uno de los más reconocidos en el fútbol mundial. El hombre en cuestión es, por supuesto, Pelé". , que ya ha sido nombrado por la FIFA como el mejor jugador del siglo XX. El mítico brasileño falleció el 29 de diciembre de 2022."
La NASA escribió en su Twitter y publicó una foto de una constelación con los colores de Brasil: "Marcamos el fallecimiento del legendario Pelé, conocido por muchos como el rey del 'juego hermoso'. Esta imagen de una galaxia espiral en la constelación de Sculptor muestra los colores de Brasil".

## Cobertura mediática
Los principales canales de televisión abierta y paga cambiaron su programación normal para cubrir las repercusiones de la muerte de Pelé y transmitir sus homenajes:
- TV Globo: Interrumpió la Sesión de la Tarde, que en ese momento pasaba la película Jumper.[29] Renata Vasconcellos cubrió el programa de TV Globo ese día, que también suspendió Vale a Pena Ver de Novo, que emitía la tercera repetición de O Rei do Gado y la telenovela de las seis Mar do Sertão. La emisora también lanzó una marca de agua en homenaje con la frase Rei Eterno, con una camiseta con el número 10 entre las palabras.[30] Proyectó la película Pelé: El nacimiento de una leyenda a temperatura máxima, y en Domingo Maior, el documental Pelé Eterno. El día del velorio y funeral, transmitió toda la acción a través de un especial titulado Rei Pelé, que fue presentado por Cléber Machado, además de ampliar la cobertura en los noticieros y en los programas Encontro com Patrícia Poeta y Mais Você. El día del entierro, Praça TV (que cumplió 40 años al aire ese día) y Globo Esporte no se mostraron.[31]
- Rede Bandeirantes: Proyectaron los documentales Reviva – La Espera de la Milésima y 10x10 – Pelé Jogai por Nós. Además, también cambió su logo en redes sociales con fondo negro y cubrió todo el movimiento del velatorio y entierro en toda su programación, utilizando los espacios de Melhor da Trade y los informativos televisivos, en especial Brasil Urgente, Jogo Aberto y Os Donos. da Bola, este último sólo para São Paulo.[32] La cobertura estuvo marcada por duras críticas del presentador Neto a los jugadores de las selecciones brasileñas del cuarto y quinto campeonato, al jugador Neymar, al exjugador Kaká y también a TV Globo, a pesar de que concedió una entrevista a TV Tribuna, su filial en Santos y las imágenes difundidas en Jornal Hoje.[33][34]
- SBT: La emisora cubrió toda la acción en sus noticieros, suspendiendo el programa Fofocalizando el 29 de diciembre para una cobertura especial, presentada por Marcelo Torres y Téo José, sobre las repercusiones de la muerte de Pelé.[35] Además, suspendió la repetición de la telenovela Pequena Travessa los días 2 y 3 de enero, para transmitir el velorio y procesión de Pelé durante el noticiero televisivo Primeiro Impacto.[36]
- RecordTV/Record News: Cubrió todas las repercusiones de la muerte, velorio y entierro durante su programación, sin hacer cambios en sus respectivos horarios, utilizando el espacio de Cidade Alerta, Hoje em Dia (ambos de RecordTV) y Hora News (Record News).[37][38]
- SporTV: Cubrió su logo en negro, con las palabras "Gracias, Pelé" con una corona que simboliza la coma. Retransmitió el programa Baú do Esporte con homenajes a Pelé, además del especial 50 años del Tri, realizado por el canal en 2020. Transmitió los homenajes, velatorio y entierro en toda su programación.
- GloboNews: Reemplazó el GC de los programas con una foto de Pelé y cubrió los homenajes en toda su programación.[39]
- Canal Brasil: Mostró los documentales Pelé Eterno e Isto é Pelé, este último narrado por Sérgio Chapelin, y también mostró los telefilmes Pelé – Un Rey Desconocido y Solidão, uma Linda História de Amor.[39]
- ESPN: Cubrió los tributos en toda la programación del canal principal.[40]

La muerte de Pelé fue uno de los temas más comentados en la historia de internet según la consultora Quaest. Las publicaciones sobre la muerte del Rey del Fútbol alcanzaron más de 2 mil millones de visualizaciones en el planeta y 954 millones de menciones en las principales redes sociales (Facebook, Instagram y Twitter).